# Хансен, Аллан
Аллан Хансен (дат. Allan Hansen; род. 21 апреля 1956, Оденсе) — датский футболист, игравший на позициях атакующего полузащитника и нападающего. Известен по игре за клубы «Оденсе» и «Гамбург». В 1977 и 1981 года признавался лучшим футболистом года в Дании.

## Клубная карьера
Профессиональную карьеру начал в 1974 году в клубе «Оденсе», в котором провёл три сезона и один раз выиграл национальный чемпионат.
С 1977 по 1980 года выступал за немецкий клуб «Теннис Боруссия Берлин» из Второй Бундеслиги.
В 1980 году вернулся в «Оденсе», где вновь выиграл чемпионат Дании.
В 1982 году вернулся в ФРГ, где подписал контракт с клубом «Гамбург». В составе «диновзавров», которые в то время были одними из сильнейших не только в Германии, но и Европе, стал победителем Бундеслиги и обладателем Кубка европейских чемпионов. Впрочем, личный вклад датчанина в эти достижения был незначительным, поскольку в «Гамбурге» он в основном проигрывал конкуренцию за место в составе.
В 1984 году во второй раз вернулся в «Оденсе». Свою карьеру завершил в 1988 году в составе клуба «Нествед».

## Карьера за сборную
Дебют за национальную сборную Дании состоялся 30 января 1977 года в победном товарищеском матче против сборной Гамбии (4:1), в котором Хансен заменил Свенн Эрик Кристенсен и отметился забитым голом. Всего за «алую гвардию» он сыграл 16 матчей и забил 3 гола

### Голы за сборную
| №  | Дата             | Место                           | Соперник   | Счет | Результат | Турнир                  |
| -- | ---------------- | ------------------------------- | ---------- | ---- | --------- | ----------------------- |
| 1. | 30 января 1977   | Бокс-Бар, Банжул, Гамбия        | Гамбия     | 1:3  | 1:4       | Товарищеский матч       |
| 2. | 9 октября 1977   | Идротспаркен, Копенгаген, Дания | Португалия | 2:4  | 2:4       | Квалификация на ЧМ 1978 |
| 3. | 22 сентября 1982 | Идротспаркен, Копенгаген, Дания | Англия     | 1:1  | 2-2       | Квалификация на ЧЕ 1984 |

## Достижения

### «Оденсе»
- Чемпион Дании: 1977, 1982

### «Гамбург»
- Чемпион ФРГ: 1982/83
- Обладатель Кубка европейских чемпионов: 1982/83

### Индивидуальные
- Футболист года в Дании: 1977, 1981
- Лучший бомбардир чемпионата Дании: 1977 (23 гола), 1981 (28 голов)